# Pleistodontes imperialis
Pleistodontes imperialis är en stekelart som beskrevs av Saunders 1882. Pleistodontes imperialis ingår i släktet Pleistodontes och familjen fikonsteklar. Inga underarter finns listade i Catalogue of Life.

## Bildgalleri

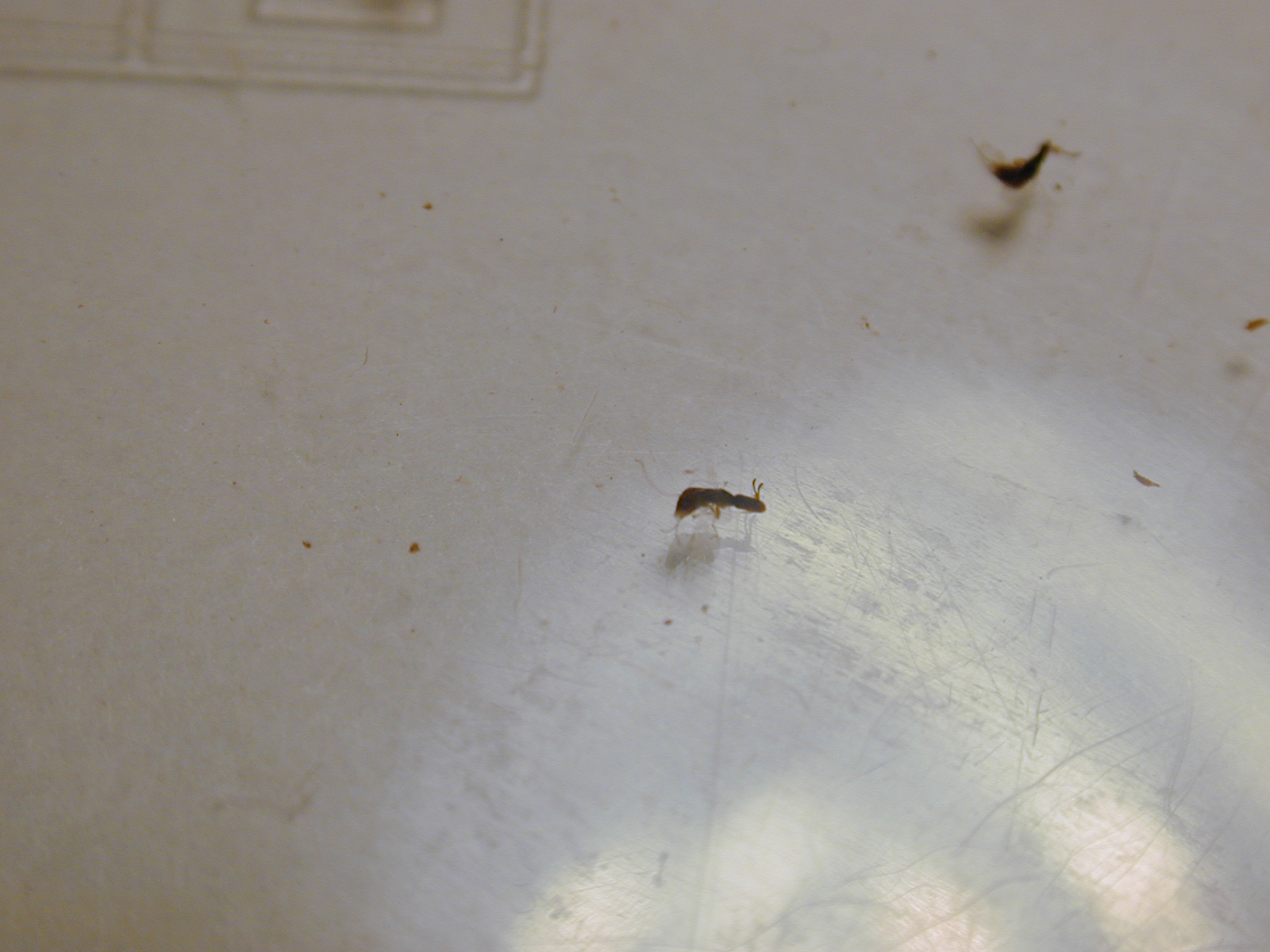
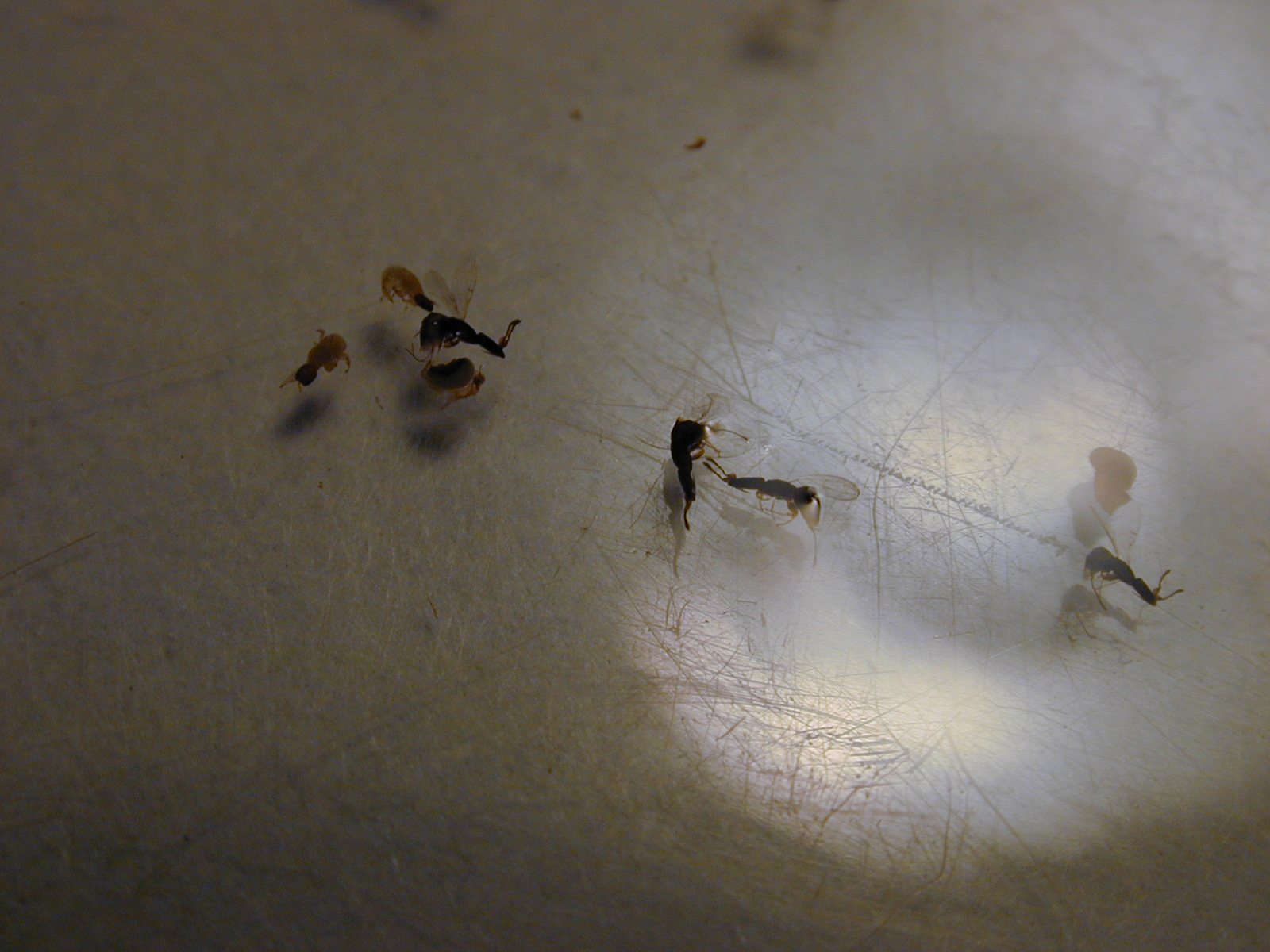
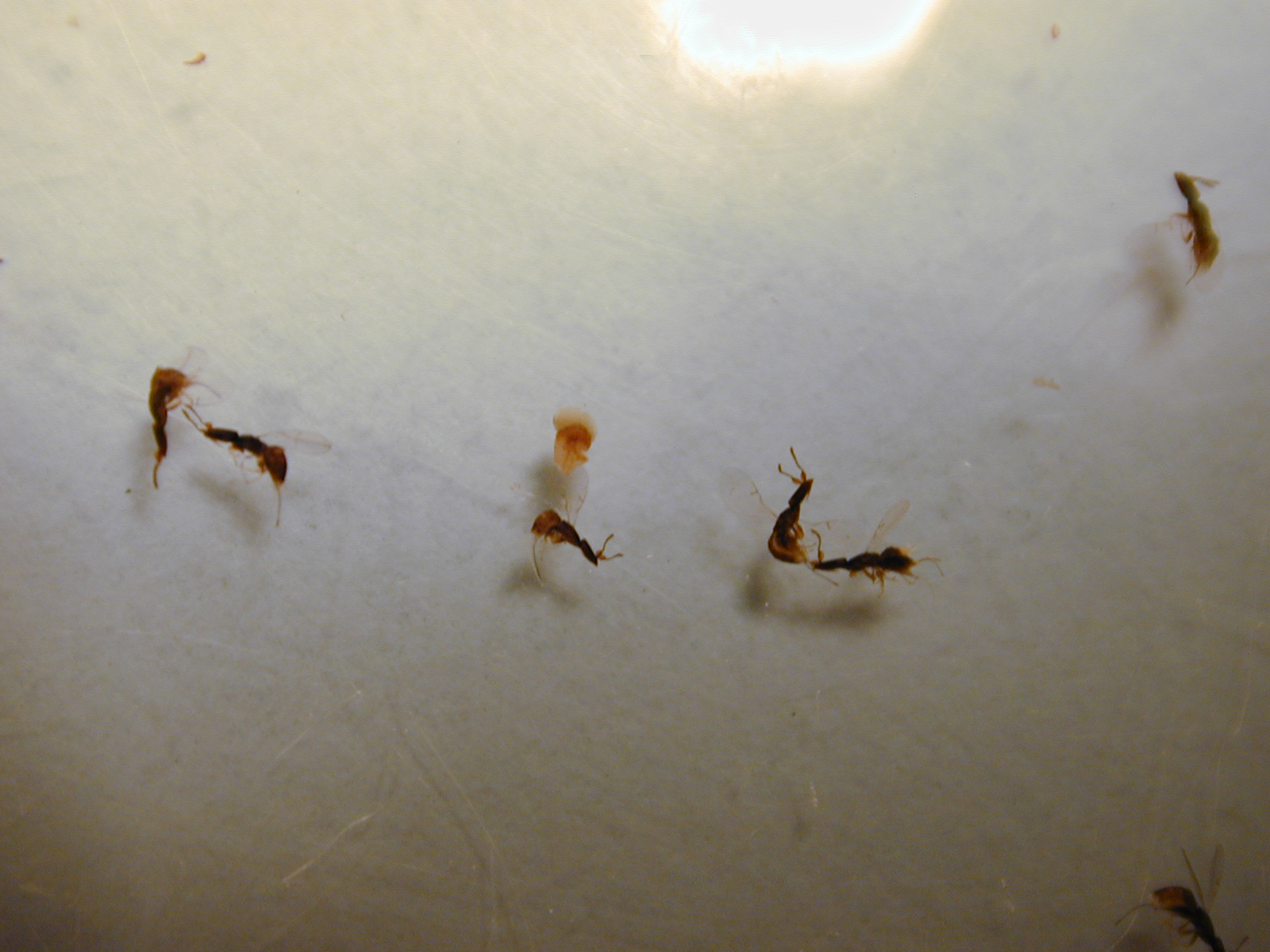
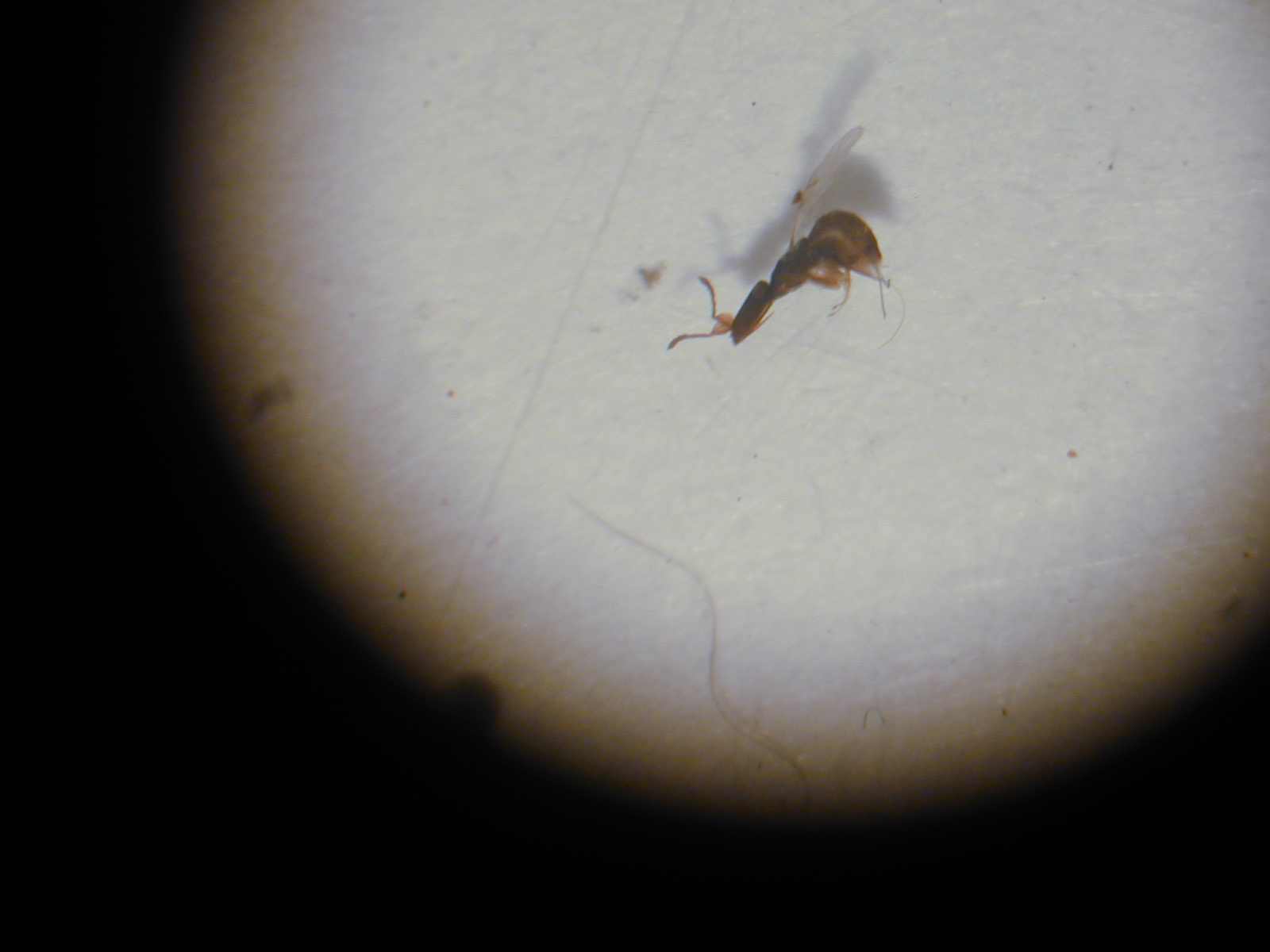
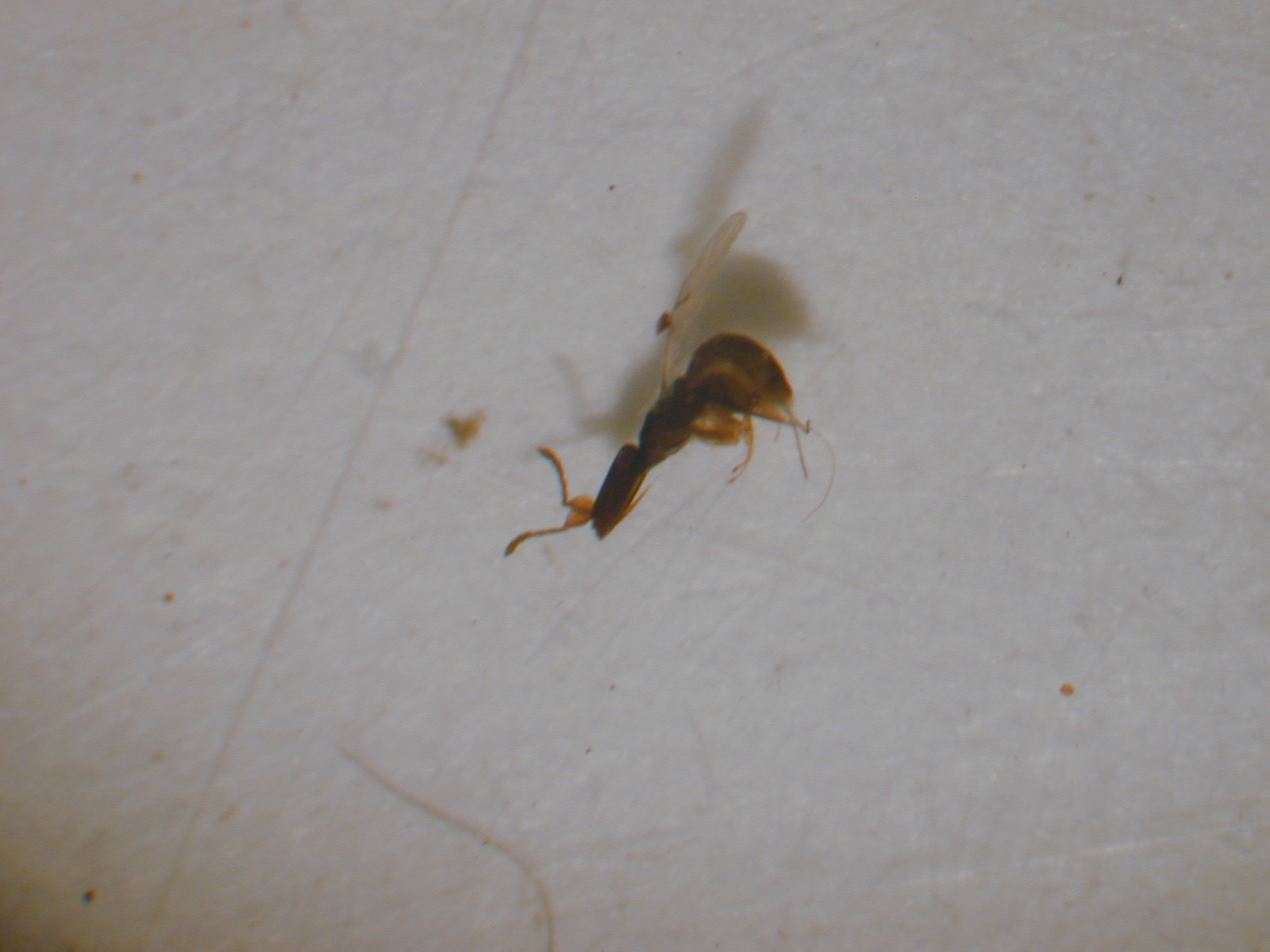
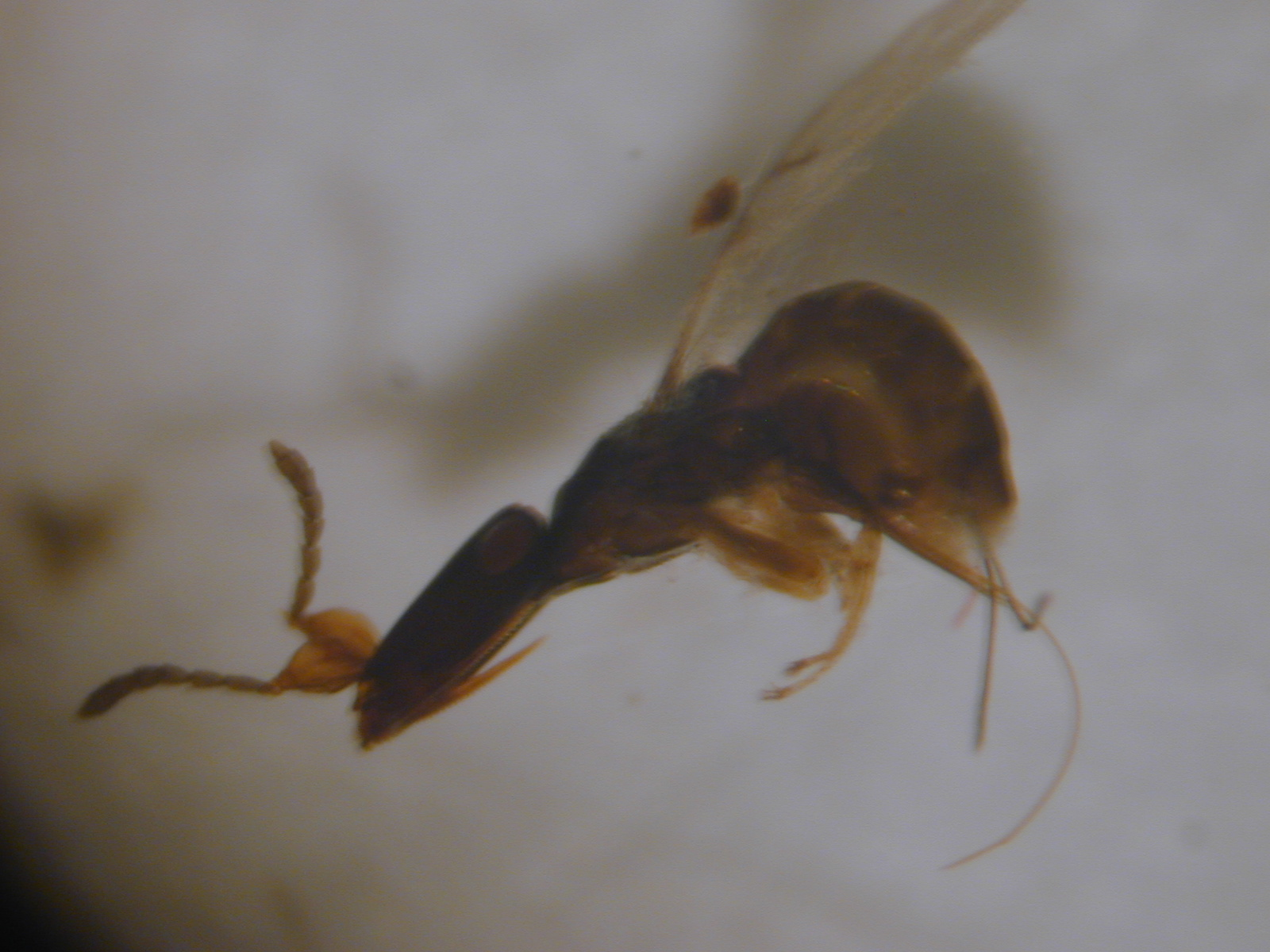